# Tríptico da Aparição de Cristo à Virgem (Garcia Fernandes)
Tríptico da Aparição de Cristo à Virgem é um conjunto de três pinturas a óleo sobre madeira de carvalho de 1531 do artista português do Renascimento Garcia Fernandes (activo 1514 - 1565), obra proveniente do Mosteiro de Santa Clara-a-Velha, em Coimbra e que está actualmente no Museu Nacional Machado de Castro, também em Coimbra.
O Tríptico da Aparição de Cristo à Virgem de Garcia Fernandes é constituido por um painel central com a Aparição de Cristo à Virgem,  e dois painéis representando, no anverso, a Anunciação, estando o Arcanjo S. Gabriel no painel esquerdo e a Virgem Maria no direito, estando ainda pintado no reverso, em grisalha, o Quo Vadis?, estando o S. Pedro no lado esquerdo e Cristo a transportar a cruz no direito. O Tríptico quando fechado tem forma rectangular estando enquadrado em  molduras douradas simples..
Segundo Joaquim Caetano, este Tríptico inicia a década mais prolífica e importante da vida artística de Garcia Fernandes sendo a partir dele que se define de forma crescente o seu estilo cada vez mais aberto à nova corrente italiana da importância da figura, do seu individualismo, da idealização da figura feminina e da forma como as vestes se moldam ao corpo.

## Descrição

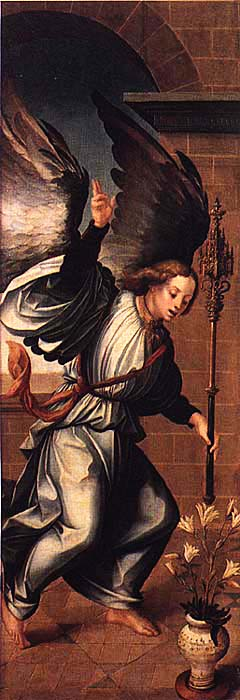
Arcanjo São Gabriel, painel esquerdo do Tríptico da Aparição de Cristo à Virgem.

### Painel Central -Aparição de Cristo à Virgem
O painel central do Tríptico tem de altura 121,8 cm e de largura 99 cm. Em primeiro plano, ao centro, Cristo ressuscitado aparece a Sua Mãe tocando com a sua mão direita o braço esquerda dela o que parece marcar o eixo central da composição. O encontro ocorre numa varanda com um arco largo pelo qual se vislumbram, num fundo de paisagem, vários episódios que correspondem a narrativas secundárias em relação à cena principal. Estas cenas são a Ressurreição (ao centro), a Descida ao Limbo (à esquerda), o Encontro a Caminho de Emaús (ainda do lado esquerdo) e finalmente a Aparição a Maria Madalena (à direita).
Tendo no lintel do arco inscrita a data de 1531, o que deve assinalar a data da sua conclusão, a pintura é um exemplo da aderência do autor ao modelo italiano emergente do Maneirismo no alongamento das figuras e das poses individualizadas e delicadas e ainda no tratamento das vestes, mantendo-se no entanto o modelo anterior tardo-gótico, por exemplo, na representação de cenas secundárias.

### Painel esquerdo -Arcanjo S. Gabriel
O painel esquerdo do Tríptico tem de altura 123,8 cm e de comprimento 44cm. No anverso está representado o Arcanjo São Gabriel numa posição que indica ainda o movimento descendente mas já no compartimento onde está a Virgem Maria (representada no anverso do painel direito). A inclinação do corpo do Arcanjo anunciador do nascimento de Jesus é uma mimetização da posição de Cristo no painel central. No reverso deste painel existe uma pintura em grisalha representando São Pedro ajoelhado, em primeiro plano, voltado a três-quartos para a direita, erguendo os braços para Jesus que está representado no reverso do outro painel.

### Painel Direito -Virgem da Anunciação
O painel direito do Tríptico tem de altura de 123,5 cm e de comprimento 43,5 cm; no anverso está representada a Virgem Maria, ainda jovem, ao ser surpreendida pelo Arcanjo S. Gabriel com a Boa-Nova.
Foi representada em primeiro plano, sentada directamente em cima do tapete, ou sobre um coxim não visível, com os braços semi-erguidos e as mãos abertas com as palmas viradas para o observador em atitude de louvor ou de oração, os olhos baixos numa atitude de recato e acatamento. As feições revelam uma jovem de rosto sereno, ligeiramente inclinado, faces rosadas, fronte bastante pronunciada, olhar virado para o chão e lábios fechados. Os dedos finos e levemente afastados, obedecendo a um correcto desenho anatómico e a um domínio perfeito da volumetria o que já se verificava no tratamento do rosto através de uma perfeita utilização dos tons das carnações.
Sobre o regaço de Maria, o pintor representou um belíssimo exemplar de um códice iluminado, indicando que Maria se encontrava ocupada na leitura e meditação das Sagradas Escrituras, ou de um Livro de Orações. A execução do livro é um trabalho de elevada qualidade técnica, possuindo uma luxuosa encadernação vermelha e havendo em cada uma das duas páginas um texto a duas colunas com caracteres vermelhos e negros imitando a escrita gótica, mas sem que se perceba algum texto concreto.
Porém, segundo Luís A. Casimiro, o autor teve o cuidado de representar uma iluminura que é possível identificar com o episódio bíblico de Moisés e a Sarça ardente. Diante de uma árvore pintada em tonalidades de vermelho e alaranjado, onde se vêm labaredas, está ajoelhada uma figura humana perfeitamente identificável, não obstante o carácter miniatural com que foi representada. Trata-se de elemento iconográfico que até recentemente permaneceu desconhecido, mas que se revela simbolicamente importante. O episódio de Moisés e a Sarça ardente constitui o encontro com o Deus de Israel que o chama para a missão da libertação do povo judeu escravizado pelos egípcios. O episódio encontra-se relatado no Livro do Êxodo (Êxodo 3:1-22).
Ainda segundo Luís A. Casimiro, os teólogos católicos desde os tempos da Patrística associam a imagem da sarça ardente sem se consumir a Maria considerando-a como símbolo da virgindade de Maria: a sarça não se consume como Maria concebeu o Filho de Deus sem perder a virgindade. A figuração de Moisés e da sarça ardente nesta pintura, constituindo uma alusão a esta virtude de Maria, surge com o mesmo significado na Anunciação de Frei Carlos realizada para o Convento do Espinheiro, por volta de 1523, hoje no MNAA.

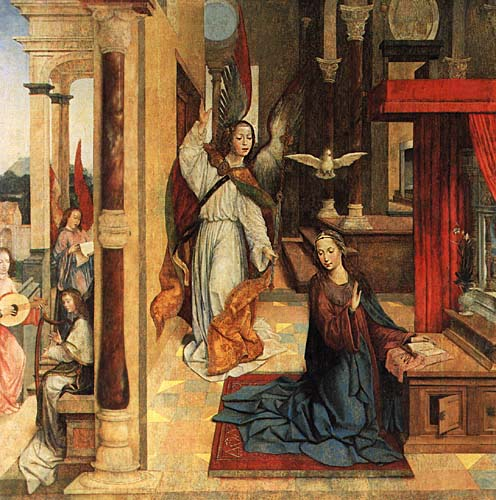
Anunciação (c. 1520), de Frei Carlos, no MNAA

Em segundo plano, numa estante à direita, estão pousados outros livros. Um arco separa este espaço de outro mais íntimo onde se encontra uma cama com dossel. Por cima da Virgem, envolta numa bola de luz, está a pomba do Espírito Santo. No reverso, em grisalha, foi pintado Cristo curvado sob o peso da cruz, estando esta pintura ligada e completando a cena do painel esquerdo que é a figura de São Pedro a perguntar a Cristo para onde vai - Quo vadis?.

## História
Para Luís A. Casimiro, o Tríptico da Aparição de Cristo à Virgem terá sido uma encomenda feita para a igreja do Mosteiro de clarissas de Santa Clara-a-Velha, em Coimbra, pela abadessa D. Margarida de Castro em 1529. D. Margarida que era filha de Álvaro de Castro, 1.º Conde de Monsanto, alcaide-mor de Lisboa e camareiro de D. Afonso V, pela sua origem social elevada, deve ter adquirido uma cultura e sensibilidade artística que a levou a encomendar, aos melhores artistas da época, obras de arte para o seu mosteiro, como foi o caso deste Tríptico.
A obra foi transferida para o património do Estado quando da extinção dos Conventos católicos.

### Ligação externa
- Página oficial do Museu Nacional de Machado de Castro: